# 淡足鸌
，以前稱為 Puffinus carneipes 是一種中等大小的鸌. 它的羽毛是黑色的。有淡粉色的腳，和一個淡色的喙，喙端有明顯的黑色尖端。
與同樣淡色喙的粉足鸌一起，形成Hemipuffinus超種，或許與大西洋的灰水薙鳥有近親關係。這些大型鸌是那些被分類到水薙鳥屬（Ardenna）的鳥類之一。
最近的基因分析表明，相對於南澳和西澳的鸌，與在太平洋的鸌之間有強烈的分化證據，這被認為是由於繁殖季節期間的歸巢性和覓食策略的差異所導致的。

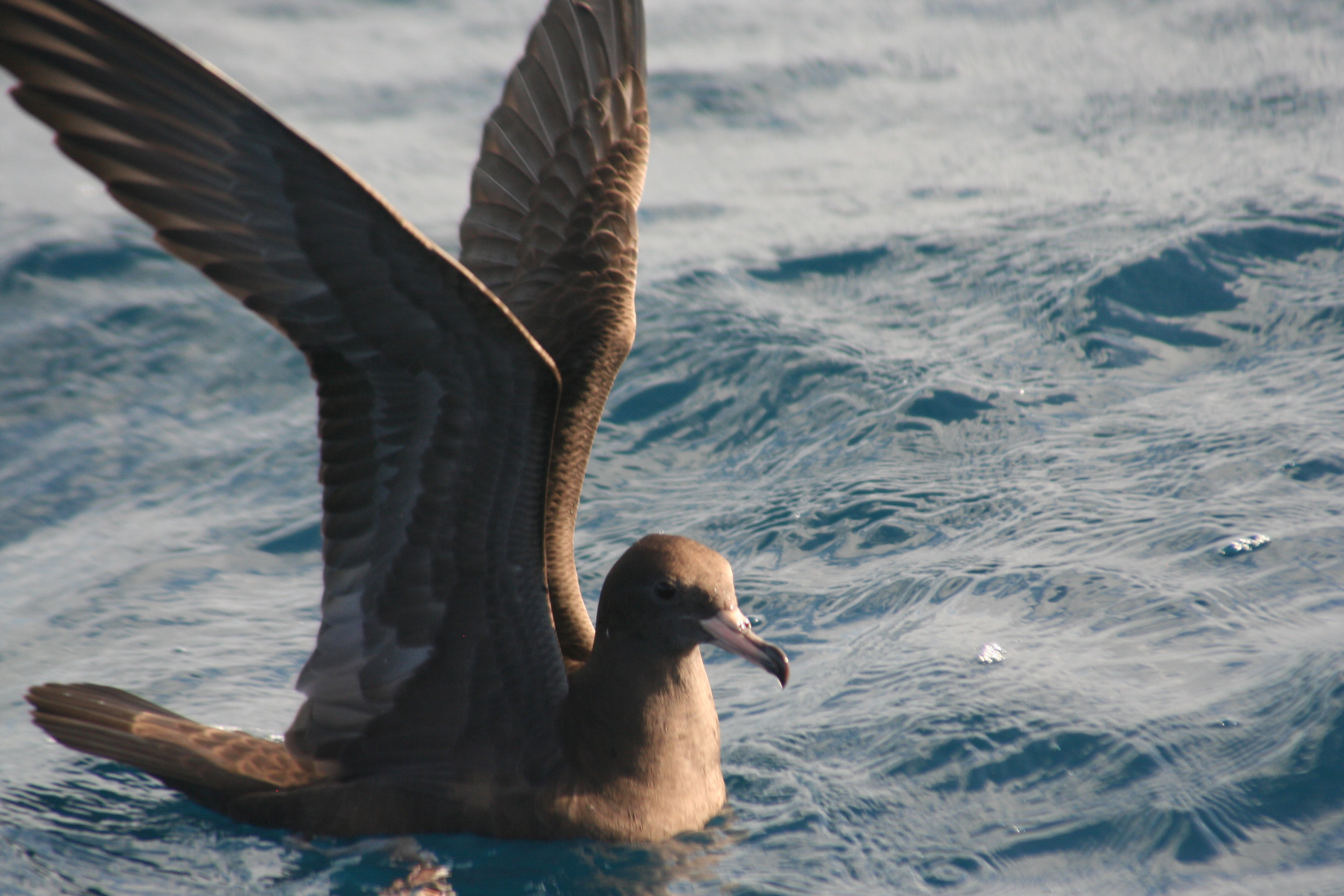
Ardenna carneipes

2021年發表的一項分子系統發生學研究發現肉足鸌和粉足鸌（Ardenna creatopus）之間幾乎沒有基因差異。該研究的作者建議這兩個分類群可能更適合作為同種來考慮。

## 特征
淡足鹱体重约609克，翼长约310.2毫米，嘴峰长约47.8毫米，喙宽度约8.9毫米，喙厚度约12.1毫米，跗蹠长约52.1毫米，尾长约110.2毫米。淡足鹱是候鸟，其栖息在开放的海洋及海岛环境中，食性为肉食性，主要食物来源是水生动物。

## 分布
南印度洋和西南太平洋；越冬于阿拉伯海和西北太平洋。
肉足鸌在群體中繁殖，並有兩個主要的繁殖區域；一個在西南太平洋包括豪勳爵島（22,654對，南澳（約1,800對在兩個島上繁殖和新西蘭北部（13,000對；另一個群體包括不超過36,000對在從盧恩角到里歇什群島沿西澳海岸的42個島嶼上繁殖。
另外有500對在印度洋的聖保羅島繁殖。記錄顯示在阿拉伯海的巴基斯坦阿斯托拉島上也有發現，但未被證實。最近的證據顯示該物種的種群在其大部分範圍內正在下降。該物種最近在澳大利亞被列為近危，在新西蘭被列為國家易危，並建議列入《保護信天翁和鸌類協議》。 在澳洲各省，該物種在西澳和新南威爾士被列為易危，在南澳被列為稀有。
該物種作為（北方）夏季訪客出現在北太平洋，在漁撈過程中可能有大量被誤捕。該物種還受到氣候相關影響和顯著的重金屬污染的影響，其原因尚不完全清楚，但很可能是由於攝入大量塑膠導致，鳥類會將其誤認為漂浮在海面上的食物。